# Pomník padlých v 1. světové válce (Choteč)
Pomník padlých v první světové válce se nalézá na návsi před obecním úřadem obce Choteč v okrese Pardubice. Pomník byl slavnostně odhalen 7. 9.1919 nákladem republikového dorostu v Chotči.

## Popis
Pomník má tvar žulové skály složené z jednotlivých žulových balvanů umístěné ve čtvercovém ohrazení tvořeném kovovými sloupky spojenými kovaným řetězem. Na vrcholku skály je umístěna pískovcová socha ležícího lva. Na čelní straně pomníku je nahoře obdélníková pamětní deska s nápisem „Na památku osvobození vlasti 28. říjnna 1918. Našim hrdinům!“.
Pod touto deskou jsou umístěny další dvě pamětní desky s letopočty 1914 a 1919 se jmény padlých vojínů.
Na zadní straně pomníku je umístěn pamětní kámen s textem „Postaveno nákladem rep. dorostu obce Chotče 7. 9. 1919“.

## Galerie

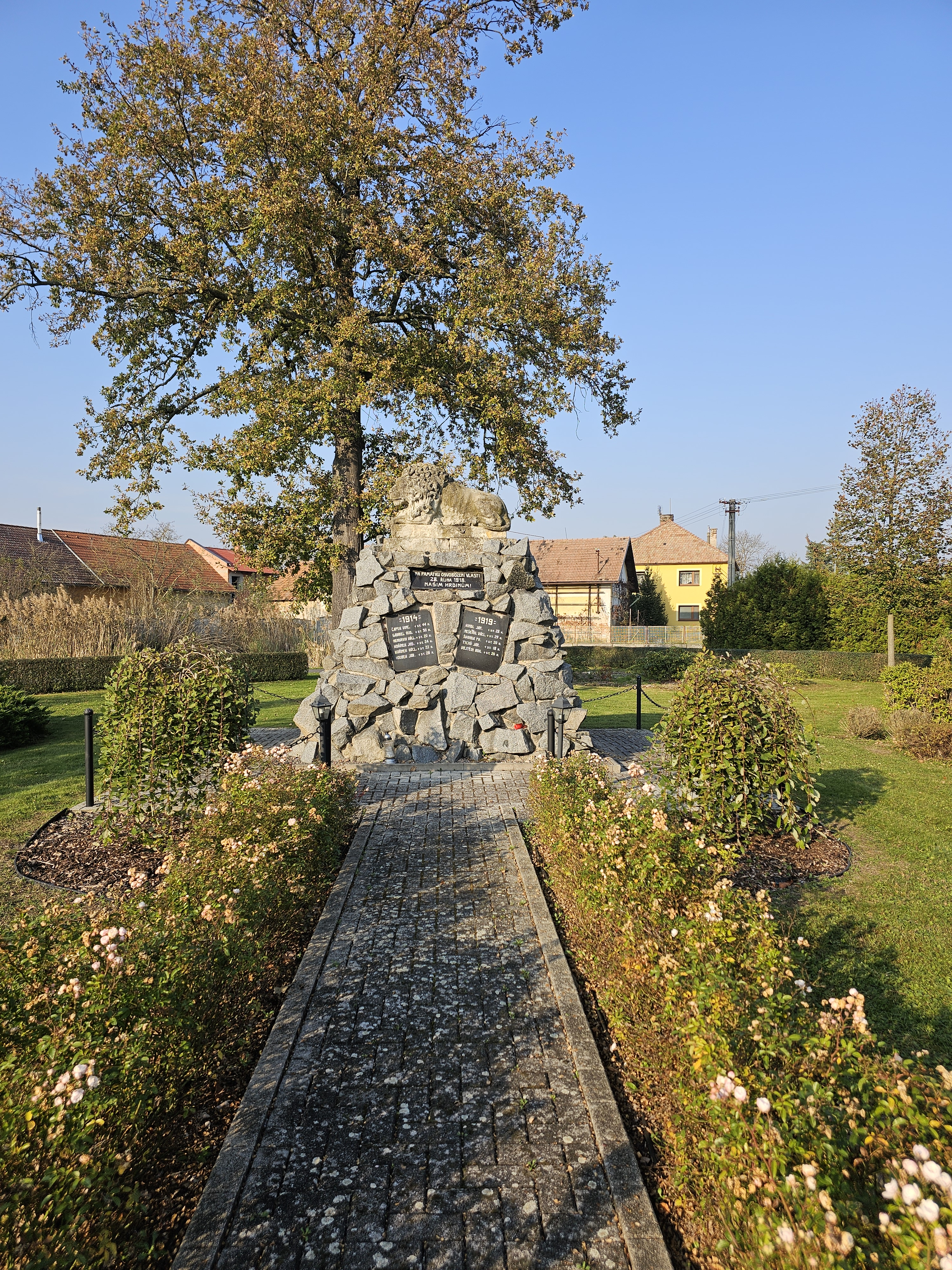
Pomník padlých v 1. světové válce v Chotči u Sezemic
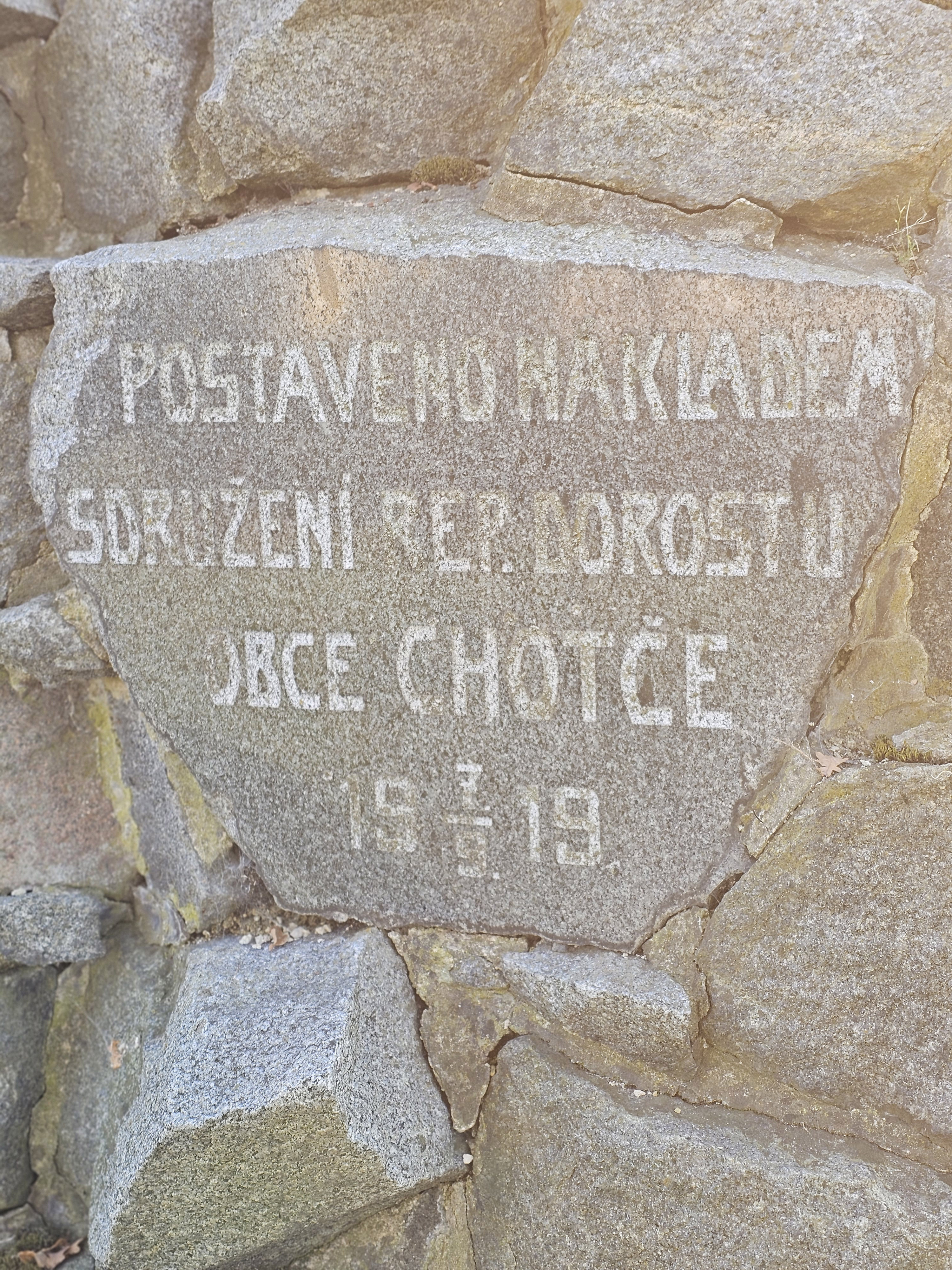
Pamětní kámen na zadní straně pomníku padlých v Chotči